# Hängende Interpunktion

Beispiel für hängende Interpunktion

Unter hängender Interpunktion versteht man in der Typografie eine Technik, die zu ruhigeren Kanten führen soll. Dabei werden Interpunktionszeichen, die am Zeilenanfang oder -ende gesetzt werden müssen, außerhalb des Spaltenrands geschoben, sodass die Buchstaben, die vor oder nach den Interpunktionszeichen stehen, wieder am Spaltenrand abschließen. Stehen zum Beispiel bei Blocksatz die Bindestriche innerhalb der Spalte, ergeben sich optische Lücken am Rand, da der Bindestrich viel weißen Raum übrig lässt. Durch das Verschieben des Bindestrichs über den Spaltenrand hinaus schließt der vorausgehende Buchstabe wieder bündig mit dem Spaltenrand ab und die optische Lücke ist geschlossen.